# Sant Miquel de Foces
L'Església de Sant Miquel de Foces es troba dos kilòmetres del terme municipal d'Ibieca, a Osca.

## Història
Aquest temple, únic vestigi de Foces, poble des de fa molt de temps senyoriu pertanyent a la família del mateix nom. Va ser manada construir per Eximino I de Foces en 1249 amb la intenció d'utilitzar-la com a panteó familiar. El 1259 la va donar a l'Orde de Sant Joan de Jerusalem. Se situa al període de transició del romànic al gòtic. Va ser declarada Monument Nacional en 1916.

## Pintures

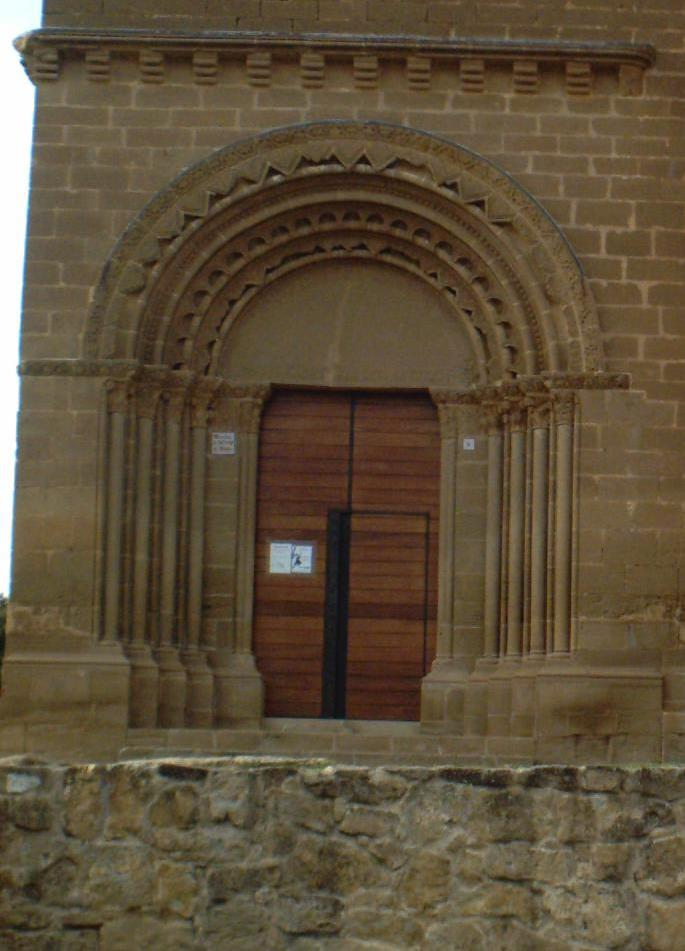
Portada

Les pintures corresponen al gòtic lineal (1302), (data aproximada que es troba a una cartel·la escrita en llatí, sobre el sepulcre d'Ato I de Foces). El costat sud del creuer està dedicat a la vida de Sant Joan Baptista, a la seva part més gran, i el costat nord del creuer, a passatges del Nou Testament, incloent des de l'Anunciació, passant per l'Adoració, matança dels Innocents, entre d'altres... L'autor, el Mestre de Foces va utilitzar una tècnica mixta, amb començament al fresc i terminació a sec amb els colors dissolts en olis, que conferien gran intensitat a les pintures. Sembla que la realització de les pintures del costat sud del creuer pertanyen a una escola lleonesa, i les del costat nord, a una escola presumiblement d'Avinyó, degut] a les marques de la tècnica de sanguina que s'aprecien.

## El panteó
Als costats o murs del creuer, amplis arcs, els buits dels quals van ser destinats per protegir els sepulcres de grans dimensions.
Dintre d'aquest gran tresor de bellesa que enclou Foces, sempre va destacar la pintura que ornamenta els buits dels sepulcres i que D. Valentín Carderera, pintor de Sant Miquel que va arribar a veure tot el creuer pintat amb passatges de la Verge, va qualificar d'obra de gran valor.
La pintura del sepulcre de D. Atho de Foces representa Jesús crucificat, amb la Verge i Sant Joan als costats al cos alt; sota s'estén una bonica orla bizantina i al centre una cartel·la amb inscripció; sota, dos àngels en actitud de volar, conduint una ànima al cel: a l'intradós de l'arc completen la decoració dos àngels i dos sants.
La decoració del segon sepulcre consisteix en Jesús crucificat també, ocupant el centre, i a ambdós costats els apòstols; una altra bonica orla bizantina que separa aquest quadre del superior que ocupa el timpà, on es representa Jesús assegut a un tron: a l'intradós, a la part alta, hi ha àngels, i sota aquests, Sant Francesc a un costat i Santa Caterina; a l'altre costat, Santa Margarida i Sant Joan Baptista.